# Mayme Kelso

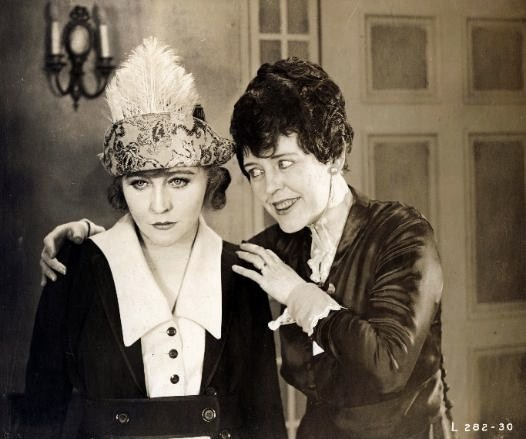
Ethel Clayton i Mayme Kelso en un fotograma de la pel·líucla Men, Women, and Money (1919)

Mayme Kelso (Columbus (Ohio), 28 de febrer de 1867– South Pasadena, (Califòrnia), 5 de juny de 1946, va ser una contralt, actriu de teatre, vodevil i cinema mut que va aparèixer en més de vuitantena de pel·lícules en les dècades de 1910 i 1920. Entre les seves actuacions destaquen els paper interpretats a Rebecca of Sunnybrook Farm (1917), Male and Female (1919), Why Change Your Wife? (1920) i Clarence (1922).

## Biografia
Mary L. Kelso (nom de l'actriu) va néixer a Columbus el 1967. El 1889 es trobava dins de la Conreid Opera Company. El 1899 gravava els primers cilindres de música per a l’Edison amb un repertori que incloïa balades i espirituals negres. També inicià una carrera teatral actuant en diferents obres de Broadway com “The Geisha” (1896), “Broadway to Tokyo” (1900), “The Defender” (1902), “Somni d’una nit d’estiu” (1903), “The Hurdy-Gurdy Girl” (1907) i “A Waltz Dream” (1908). Posteriorment, el 1011, inicià la seva carrera com a actriu de cinema mut de la mà de la Majestic amb la pel·lícula Little Red Riding Hood. Els seus papers més coneguts foren actuant per a la Famous Players–Lasky, sovint interpretant papers de matrona, vídua o mare. Es retirà del cinema el 1927.

## Filmografia
- Little Red Riding Hood (1911)
- The Weight of a Feather (1912)
- Human Hearts (1912)
- The Street Singer (1912)
- The Dumb Messenger (1913)
- Our Mutual Girl (1914)
- Samson (1914)
- The Three of Us (1914)
- Dr. Rameau (1915)
- The Bigger Man (1915)
- The Family Stain (1915)
- One Million Dollars (1915)
- The Warning (1915)
- Man and His Angel (1916)
- Slander (1916)
- Castles for Two (1917)
- Lost and Won (1917)
- Those Without Sin (1917)
- Castles for Two (1917)
- The Coast of Hatred (1917)
- The Primrose Ring (1917)
- The Silent Partner (1917)
- Rebecca of Sunnybrook Farm (1917)
- The Secret Game (1917)
- The Widow's Might (1918)
- The Things We Love (1918)
- The Honor of His House (1918)
- The White Man's Law (1918)
- Old Wives for New (1918)
- The Cruise of the Make-Believes (1918)
- His Birthright (1918)
- Mirandy Smiles (1918)
- The Mystery Girl (1918)
- Cheating Cheaters (1919)
- In for Thirty Days (1919)
- You Never Saw Such a Girl (1919)
- Experimental Marriage (1919)
- Johnny Get Your Gun (1919)
- Men, Women, and Money (1919)
- A Very Good Young Man (1919)
- Why Smith Left Home (1919)
- Male and Female (1919)
- Peg o' My Heart (1919)
- Why Change Your Wife? (1920)
- Jack Straw (1920)
- Don't Ever Marry (1920)
- Simple Souls (1920)
- The Week-End (1920)
- Help Wanted - Male (1920)
- The Hope (1920)
- The Furnace (1920)
- Conrad in Quest of His Youth (1920)
- Ducks and Drakes (1921)
- The Lost Romance (1921)
- Her Sturdy Oak (1921)
- One Wild Week (1921)
- For the Defense (1922)
- Clarence (1922)
- Kick In (1922)
- Glass Houses (1922)
- The World's Applause (1923)
- Hollywood (1923, cameo)
- Modern Matrimony (1923)
- Slander the Woman (1923)
- The Love Piker (1923)
- The Marriage Market (1923)
- Nellie, the Beautiful Cloak Model (1924)
- Dollar Down (1925)
- Seven Keys to Baldpate (1925)
- The Unchastened Woman (1925)
- Flaming Waters (1925)
- Lightning Reporter (1926)
- Whispering Wires (1926)
- Vanity (1927)
- The Drop Kick (1927)